# 塔林城牆

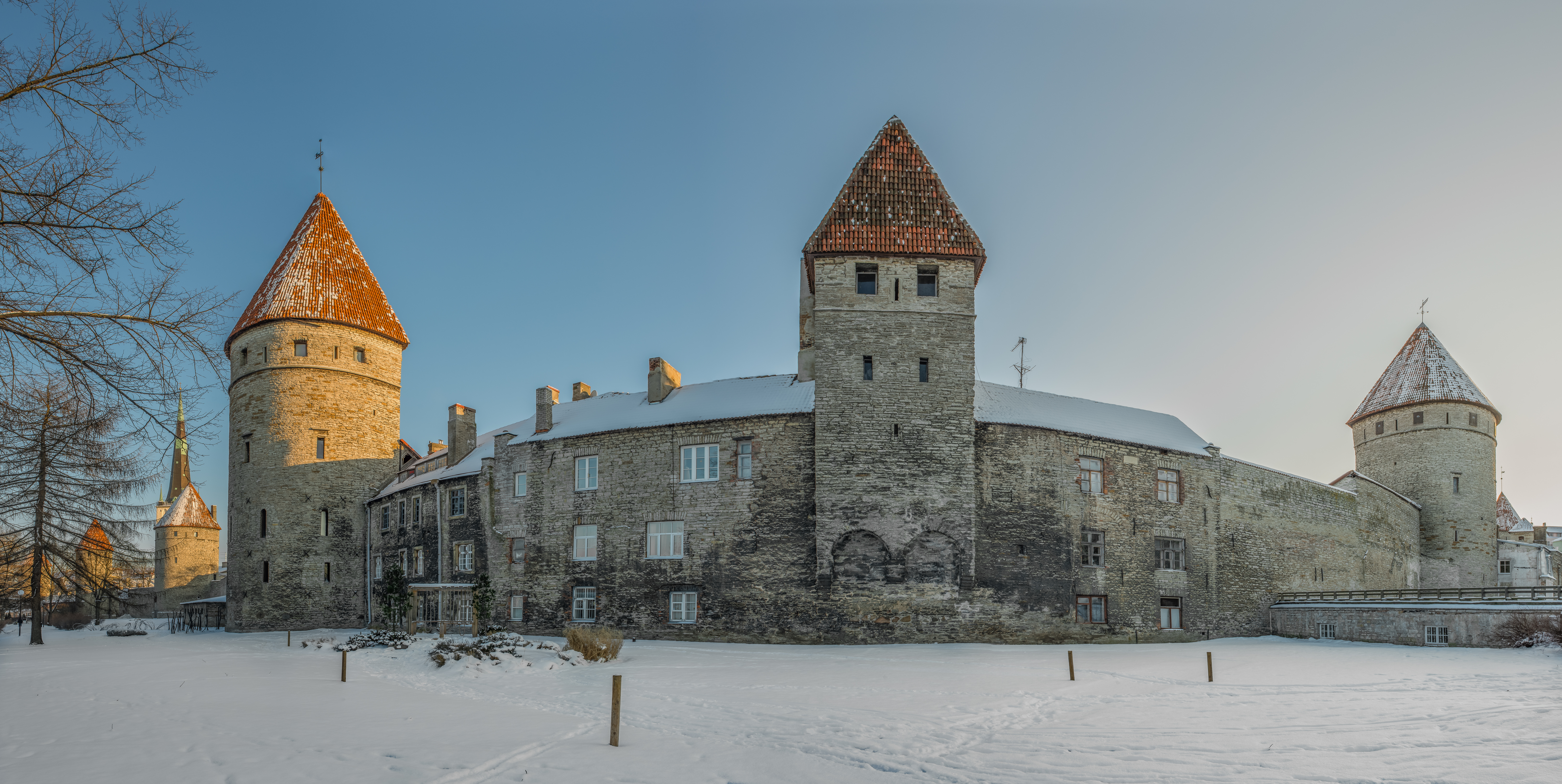
塔林城牆部分

塔林城牆是指愛沙尼亞首都塔林在中世紀時期修建的城牆。塔林城牆開始建設與1265年。塔林城牆有很大一部分牆體和城門現在仍然存在，這也是塔林成為世界文化遺產的重要原因。